# Hermann Carl von Keyserlingk

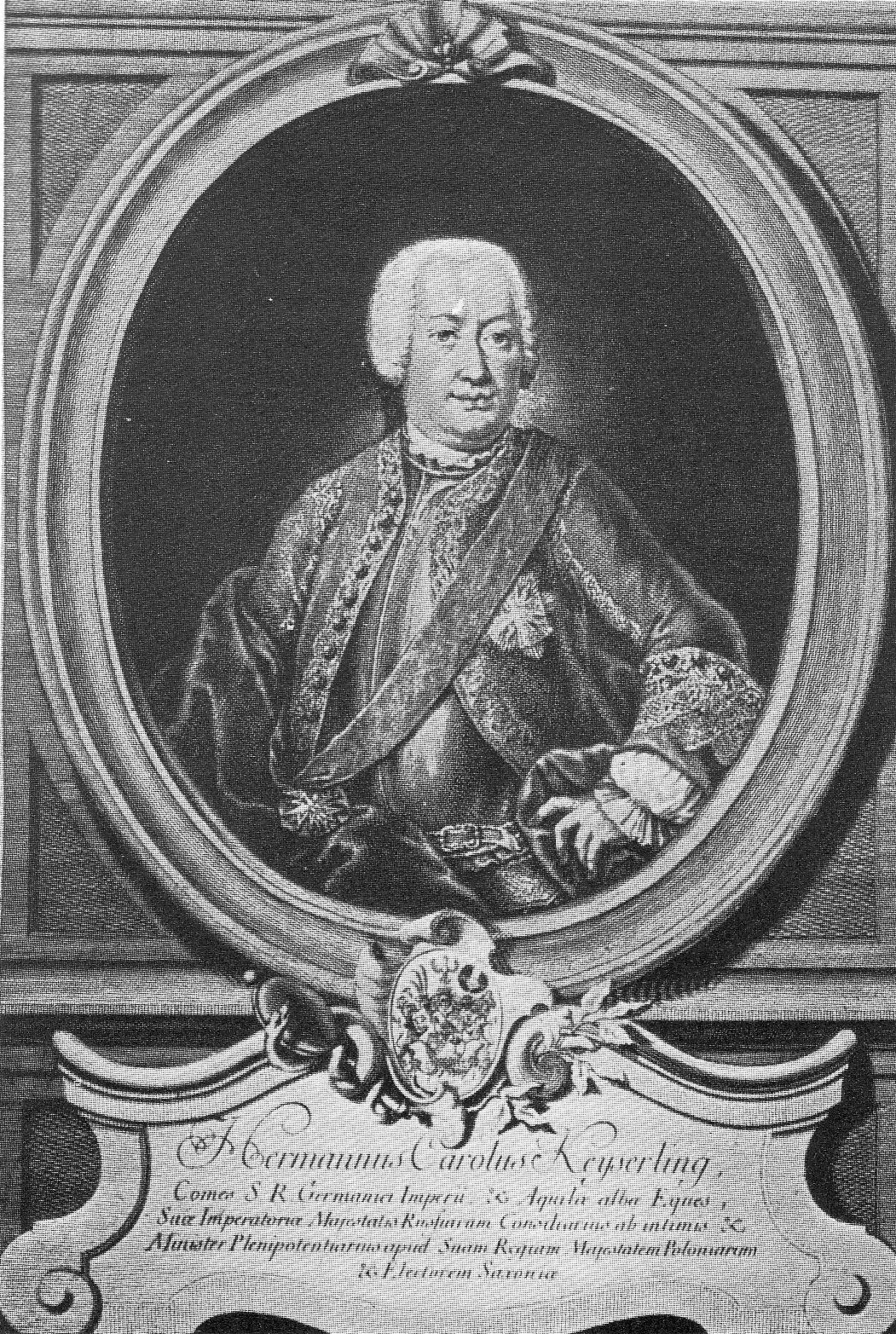
Gravure van Herman Carl Freiherr von Keyserlingk

Herman Carl Freiherr von Keyserlingk (Russisch: Герман Карл фон Кейзерлинг) (Okten, hertogdom Koerland en Semgallen, nu Vecokte in Durbes novads, Letland 1696 - Warschau, 30 september 1764), vanaf 1741 Graaf von Kayserlingk, was een Russisch diplomaat van Baltisch-Duitse afkomst. Hij speelde een belangrijke rol in het leven van Johann Sebastian Bach.

## Jeugd
Als jongeling vertoeft Keyserlingk met zijn ouders in de kringen van koning Friedrich II ofwel Frederik de Grote van Pruisen. Na een strenge opvoeding door geselecteerde leraren en het bezoek aan verschillende universiteiten keert hij naar zijn geboorteplaats Koerland terug en wordt kamerjonker in dienst van de hertogin van Kurland. Tussen 1720 en 1730 werkt hij als Landhauptmann in Candau en behartigt diverse belangen voor prinses Elisabeth Sophie von Brandenburg. Daarmee begint zijn band met het Pruisische hof . In 1730 gaat hij naar Moskou en treedt in dienst van de Russische tsaar en wordt president van de in 1725 gestichte "Akademie der Wissenschaften".

## Diplomaat
Keyserlingk werkt vervolgens meer dan 30 jaar als diplomaat en Russisch gezant aan diverse Europese hoven. De Russische tsaar zendt hem in 1733 naar het Kursächsische Hof in Dresden. De keurvorst van Sachsen, Friedrich August II, voor wie J.S. Bach zijn cantate "Frohes Volk, vergnügte Sachsen" (BWV aanhang 12) schreef, wordt vervolgens koning van Polen en heet vanaf dat moment August III.
De rol van Keyserlingk bestaat uit het zorgen voor vrede in Polen, want er is een machtsstrijd gaande tussen August III en de 'tegenkoning' Stanislaus Leszczyński (schoonvader van Lodewijk XV). Naar aanleiding van het Pacificatieverdrag in 1736 - waarbij August III als enige koning wordt erkend - schrijft Bach delen van de b-klein Mis (BWV 207a). Bachs pogingen om een baan aan het poolse Hof te krijgen mislukken vooralsnog door het politieke getouwtrek, maar na 3 jaar lukt het hem toch mede dankzij bemiddeling van Keyserlingk om van August III de titel "Koninklijke Poolse en keurvorstelijk Hofcomponist" te bemachtigen in 1736. In november 1741 wordt Keyserlingk voorts verheven in de adelstand door August III.

## Relatie met Goldbergvariaties
Tijdens zijn frequente verblijf in Dresden aan het Kursächsische Hof (van 1733 tot circa 1745) leert Keyserlingk Johann Sebastian Bach kennen en heeft hij diens zoon Wilhelm Friedemann Bach als organist in de hofkerk in dienst. In 1742 ontstonden de Goldbergvariaties door de band tussen Keyserlingk, Friedrich II, Bach en Johann Gottlieb Goldberg.

## Latere periode
In 1745 vertrekt Keyserlingk naar Frankfurt am Main, omdat Franz I keizer moet worden. Keyserlingk vertegenwoordigt daar nog steeds de Russische tsaar. In dezelfde functie zit Keyserlingk na 1746 in Berlijn, en in die periode brengt J.S. Bach een bezoek aan het Pruisische hof in Berlijn, waar zijn zoon Carl Philipp Emanuel hofklavecinist is in dienst van koning Friedrich II 'der Grosse'. 
Door onenigheid tussen het Dresdener en Berlijnse Hof - die later zou leiden tot de 7-jarige oorlog tussen Pruisen en Saksen - wordt de loopbaan van Keyserlingk afgebroken. Hij reist in 1749 terug naar Dresden, om zijn oude werk als gezant voor de tsaar weer op te pakken. Deze tweede Dresdener periode duurt tot 1751. In 1752 vestigt Keyserlingk zich in Wenen; daarna gaat hij nog een tijd naar Regensburg, en vervolgens naar Warschau, waar hij in 1764 overlijdt.